# 中屯镇
中屯镇，是中华人民共和国云南省昭通市镇雄县下辖的一个乡镇级行政单位。
2012年8月30日，云南省人民政府批复同意撤销中屯乡，设立中屯镇。

## 行政区划
中屯镇下辖以下地区：
中屯村、坪坝村、柳林村、齐心村、头屯村、青山村和郭家河村。